# Aleksandra Iakovleva
Pour les articles homonymes, voir Iakovleva.
Aleksandra Ievguenievna Iakovleva (en russe : Александра Евгеньевна Яковлева), née Ivanes (Иванес) à Kaliningrad le 2 juillet 1957 et morte le 1er avril 2022 à Saint-Pétersbourg, est une actrice et femmes d'affaires soviétique puis russe.

## Biographie
Dans sa jeunesse, Aleksandra Iakovleva suit des cours de danse, puis étudie le violon à l'École de musique. Elle suit les cours d'I. Vladimirov, Artiste du peuple de l'URSS, à l'Académie des arts du théâtre de Leningrad, d'où elle sort diplômée en 1978.
Au cinéma, elle est très populaire en Union soviétique depuis les années 1980 jusqu'en 1993, année où elle abandonne le cinéma.
De 1993 à 1997, elle s'implique dans le travail social, et est présidente de la commission de la culture et du tourisme de la ville de Kaliningrad, puis est vice-maire de cette ville.
Elle est présidente du Festival international du film des États baltes de 1994 à 1997.
Elle gère ensuite la qualité de service et le personnel de l'Aéroport international Pulkovo de Saint-Pétersbourg, puis est chef-adjointe pour la gestion de la qualité et du marketing pour la compagnie de chemins de fer Oktiabrskaïa (en). En 2011, depuis le début de l'année jusqu'en septembre, elle a été directrice générale de la Société de transport suburbain pour passagers de Kaliningrad.
Le 7 juin 2012, elle est élue présidente de la branche régionale de Kaliningrad du parti politique Iabloko.
En 2019, Aleksandra Iakovleva annonce avoir depuis deux ans une maladie oncologique, un cancer du sein au stade avancé.
En janvier 2022, on lui enlève une tumeur au sein. Elle meurt le 1er avril 2022 à Saint-Pétersbourg, à l'âge de 65 ans, et sera enterrée à Kaliningrad d'où elle est originaire.

## Filmographie partielle
- 1980 : L'Équipage du 747[6] (en russe : Экипаж) : Tamara, hôtesse de l'air
- 1982 : Magiciens (en russe : Чародеи) : Alena Sanina
- 1982 : Les larmes coulaient (Слёзы капали) de Gueorgui Danielia : Lucia
- 1987 : L'Homme du boulevard des Capucines (en russe : Человек с бульвара Капуцинов)
- 2016 : The Crew (en russe : Экипаж)